# Instituto Tecnológico del Istmo
El Instituto Tecnológico del Istmo (ITI), es una institución pública de educación superior y localizada en Juchitán, Oaxaca, México. Ofrece once carreras a nivel licenciatura en las áreas de ciencias de la tierra, ciencias económico-administrativas e ingeniería.  Forma parte de la Dirección General de Educación Superior Tecnológica (DGEST), de la Secretaría de Educación Pública de México.

## Historia
El 5 de mayo de 1935, se construye en Juchitán la Escuela Industrial Federal n.º 16, precursora del actual instituto.  El 1 de octubre de 1969 se funda el Instituto Tecnológico Regional del Istmo n.º 19, ofreciendo carreras de nivel medio superior de técnico mecánico y técnico agropecuario. Más tarde las carreras de técnico en topografía, electricista, constructor en obras civiles y arquitectónicas.  En 1979, se ofrecen las carreras de licenciaturas en contaduría, ingeniería eléctrica en potencia e ingeniería civil en vías terrestres.  Cambia de denominación en 1983 por el de Instituto Tecnológico del Istmo.
La Institución es una de las mejores opciones para estudiar una licenciatura en la región.

## Carreras a nivel licenciatura
- Arquitectura
- Contador Público
- Ingeniería civil
- Ingeniería eléctrica
- Ingeniería electromecánica
- Ingeniería industrial
- Ingeniería mecánica
- Ingeniería en sistemas computacionales
- Ingeniería en informática
- Ingeniería Mecatrónica
- Ingeniería en gestión empresarial